# Вильмюр-сюр-Тарн
Вильмю́р-сюр-Тарн (фр. Villemur-sur-Tarn, окс. Vilamur de Tarn) — коммуна во Франции, находится в регионе Юг — Пиренеи. Департамент — Верхняя Гаронна. Административный центр кантона Вильмюр-сюр-Тарн. Округ коммуны — Тулуза.
Код INSEE коммуны — 31584.

## География

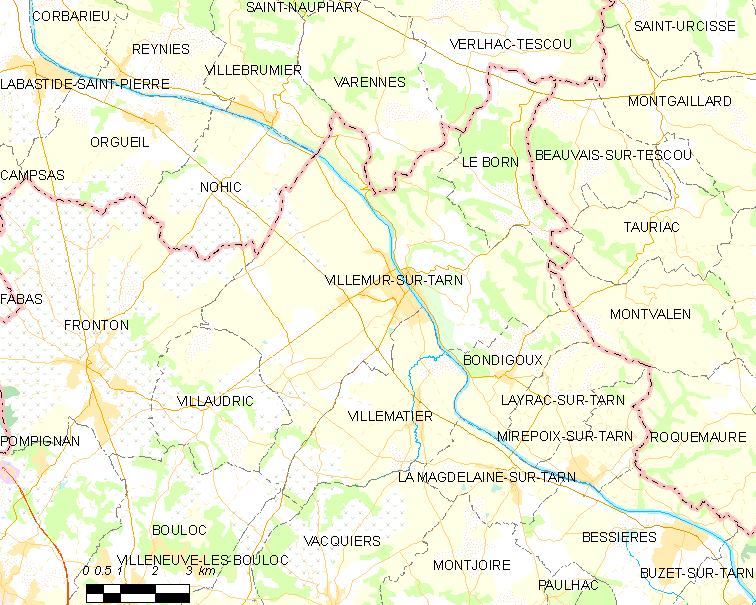
Карта коммуны

Коммуна расположена приблизительно в 560 км к югу от Парижа, в 30 км к северу от Тулузы.
По территории коммуны протекает река Тарн.

## Климат
Климат умеренно-океанический. Зима мягкая и снежная, весна характеризуется сильными дождями и грозами, лето сухое и жаркое, осень солнечная. Преобладают сильные юго-восточные и северо-западные ветры.

## Население
Население коммуны на 2010 год составляло 5654 человека.
| 1962 | 1968 | 1975 | 1982 | 1990 | 1999 | 2010 |
| ---- | ---- | ---- | ---- | ---- | ---- | ---- |
| 4169 | 4738 | 4692 | 4415 | 4840 | 4934 | 5654 |

## Администрация
| Период | Период | Фамилия          | Партия                                             | Примечания               |
| ------ | ------ | ---------------- | -------------------------------------------------- | ------------------------ |
| 1995   | 2008   | Жак Фор          | Социалистическая партия                            |                          |
| 2008   | 2014   | Жан-Клод Буде    | Демократическое движение → Социалистическая партия |                          |
| 2014   | 2020   | Жан-Марк Дюмулен | Союз за народное движение                          | член генерального совета |

## Экономика
В 2010 году среди 3367 человек трудоспособного возраста (15—64 лет) 2557 были экономически активными, 810 — неактивными (показатель активности — 75,9 %, в 1999 году было 70,0 %). Из 2557 активных жителей работали 2208 человек (1170 мужчин и 1038 женщин), безработных было 349 (173 мужчины и 176 женщин). Среди 810 неактивных 228 человек были учениками или студентами, 306 — пенсионерами, 276 были неактивными по другим причинам.

## Достопримечательности
- Церковь Св. Архангела Михаила
- Оборонительная башня Тур-дю-Мулен (XIII век). Исторический памятник с 1977 года[4]
- Бывший хоспис (XVIII век). Исторический памятник с 1974 года[5]
- Общественная прачечная (XIX век)

## Города-побратимы
- Фара-ин-Сабина (Италия)

## Фотогалерея

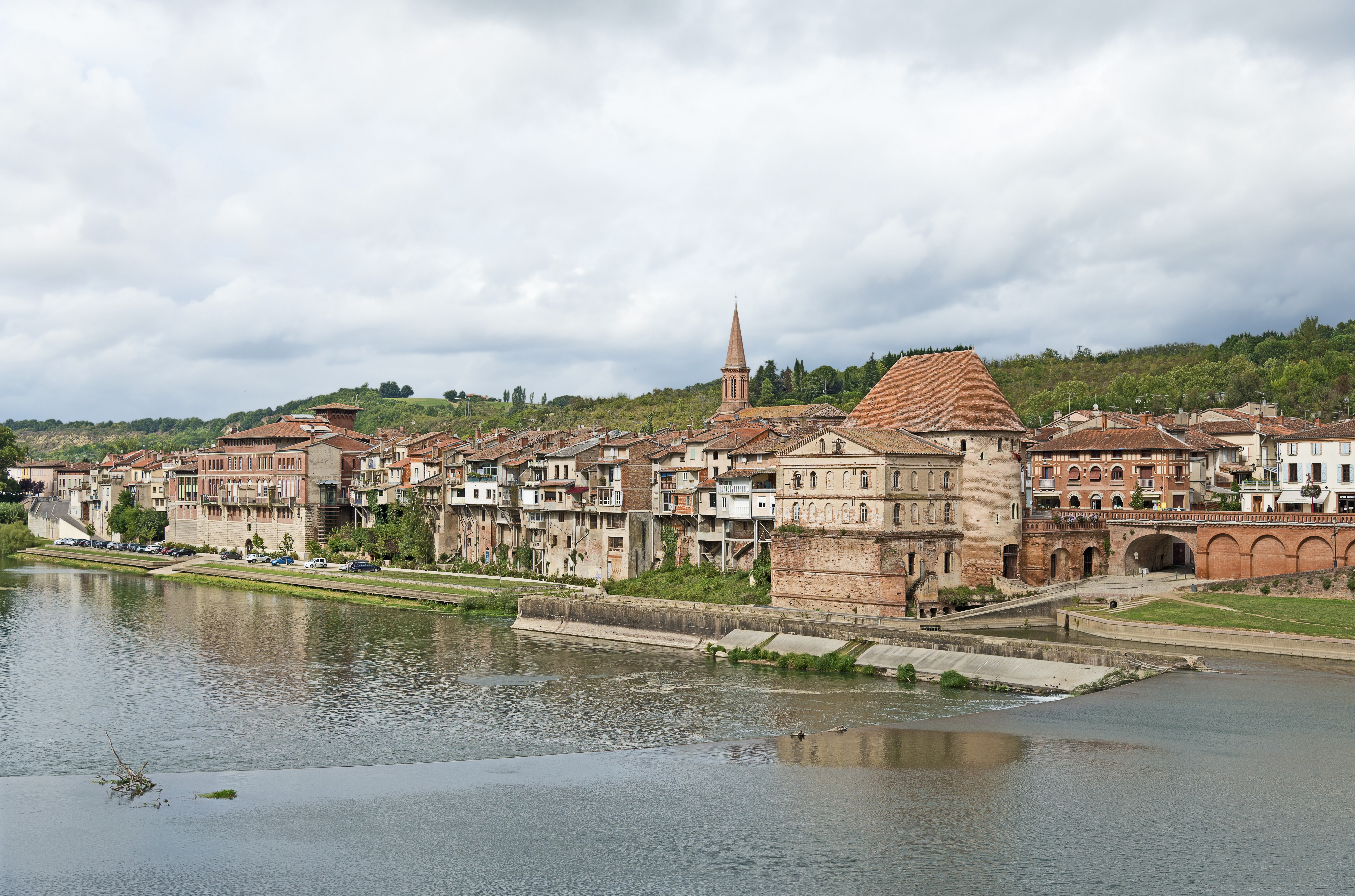
Вильмюр-сюр-Тарн
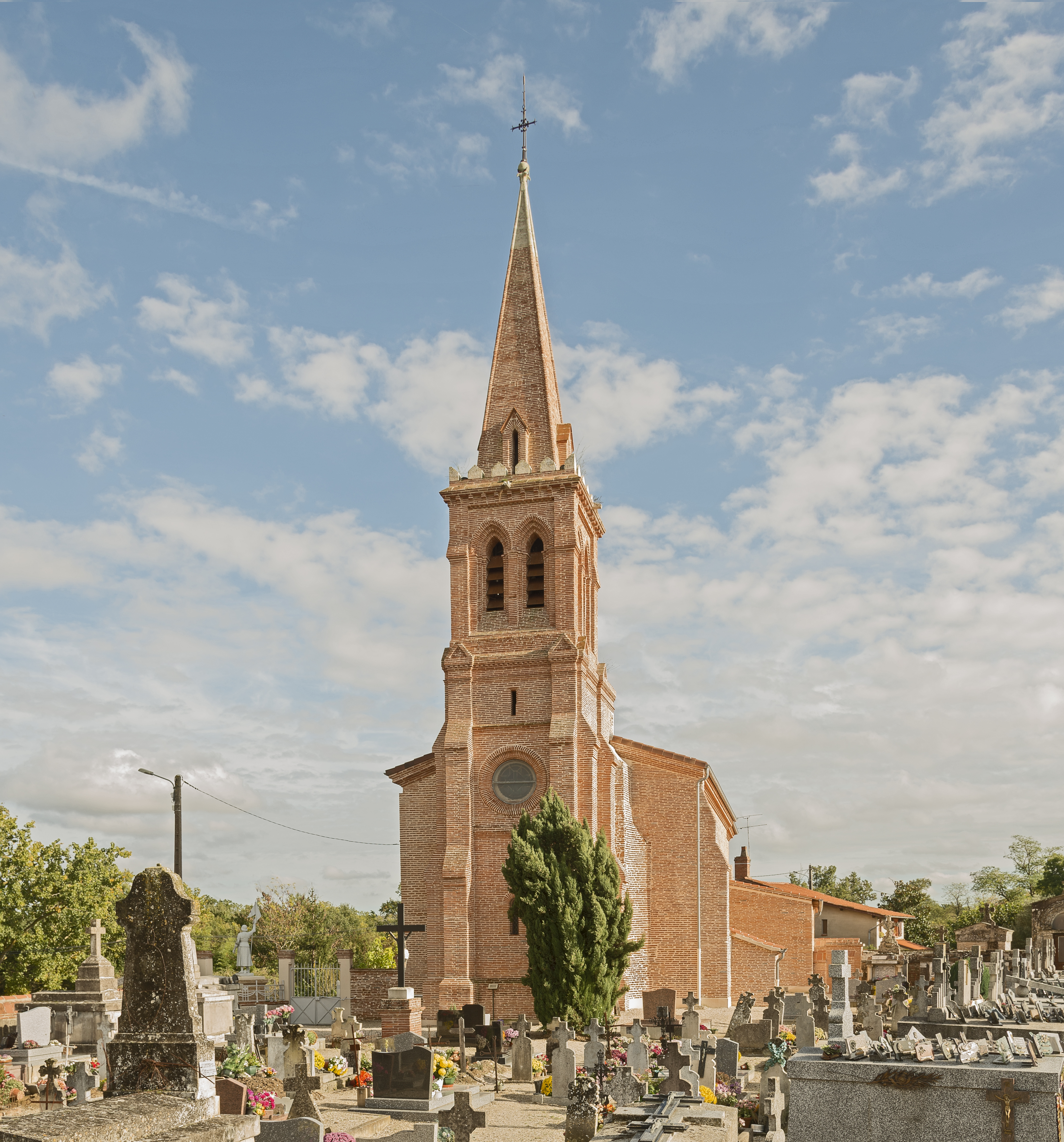
Церковь Св. Архангела Михаила
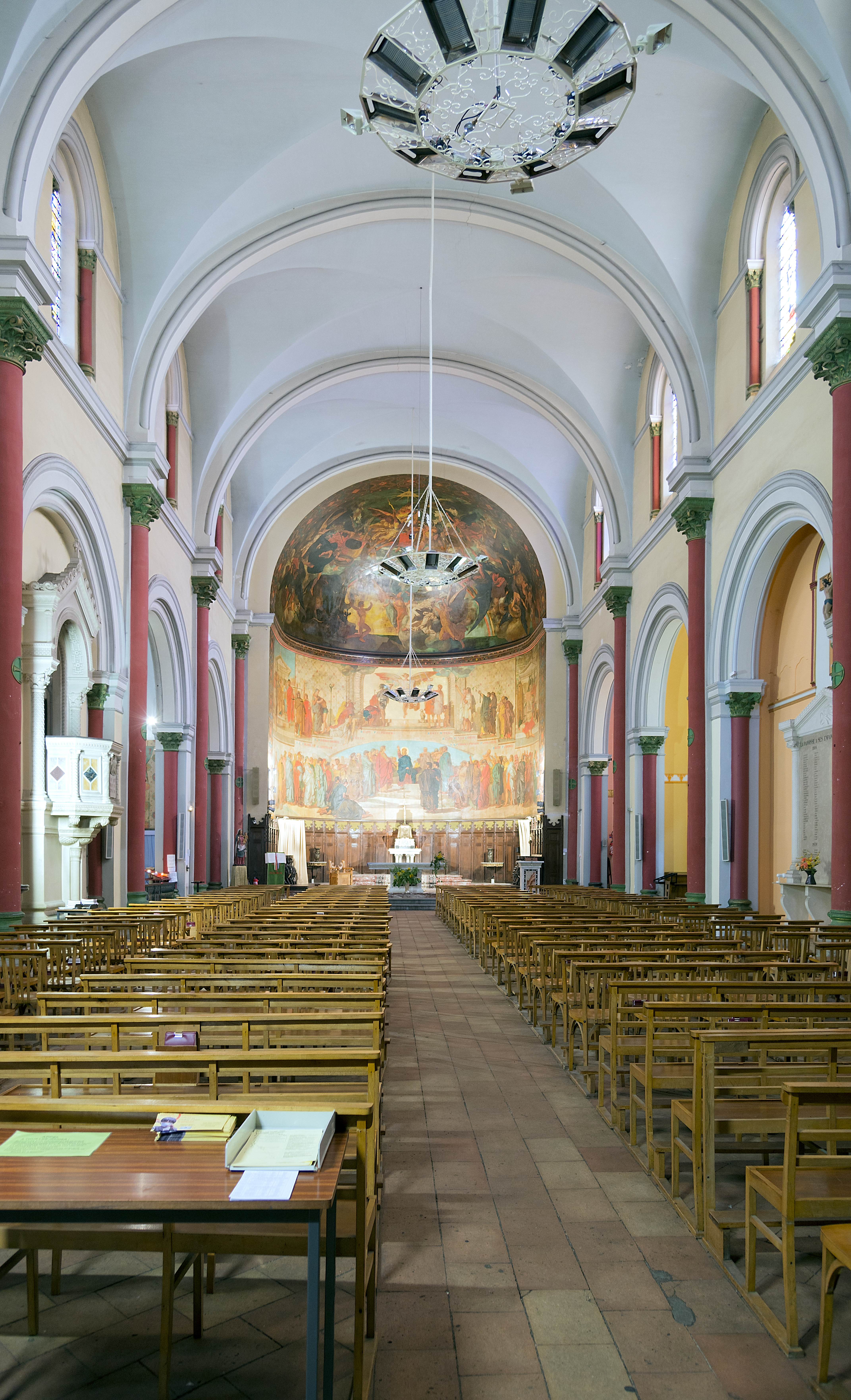
Интерьер церкви Св. Архангела Михаила
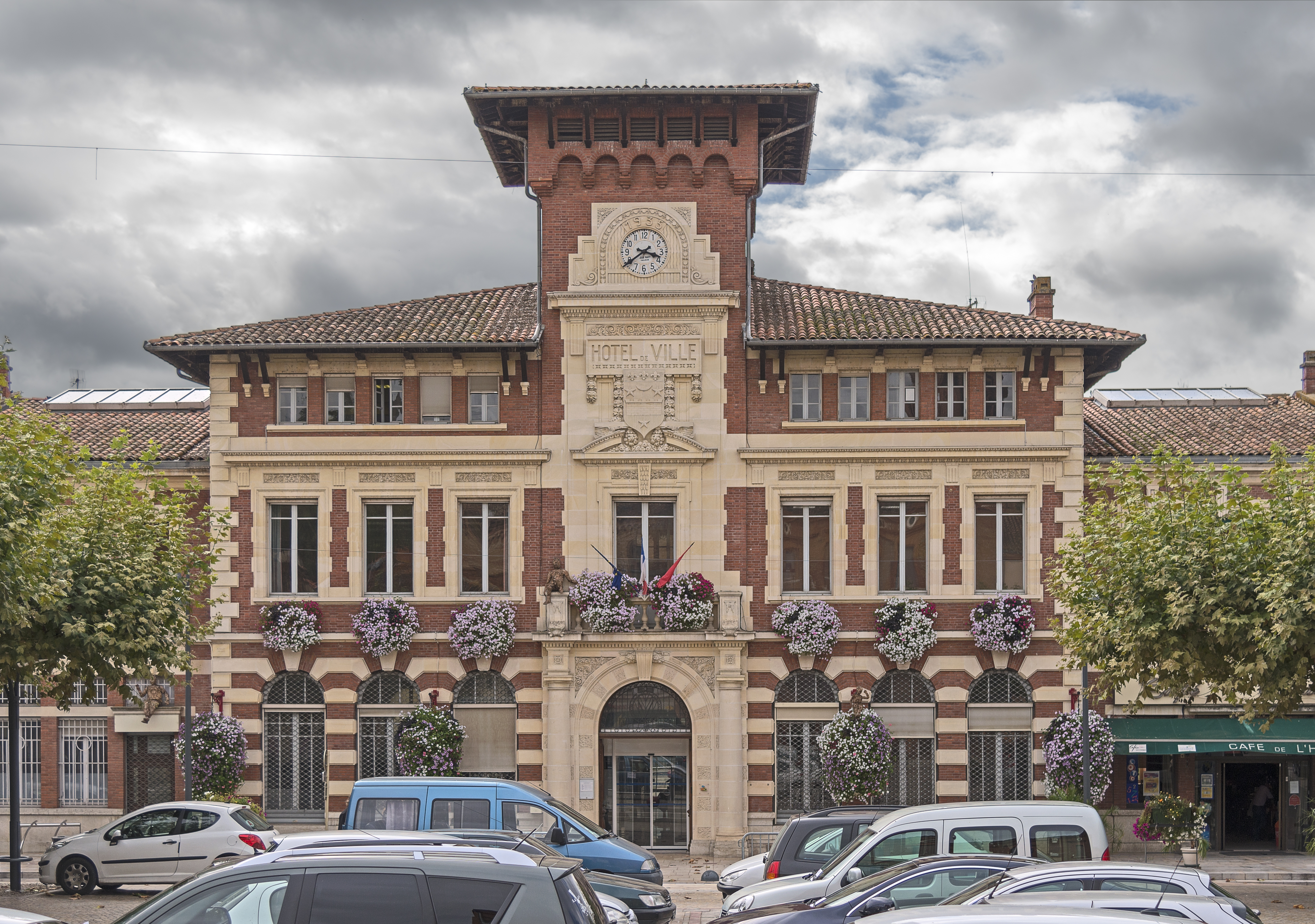
Мэрия
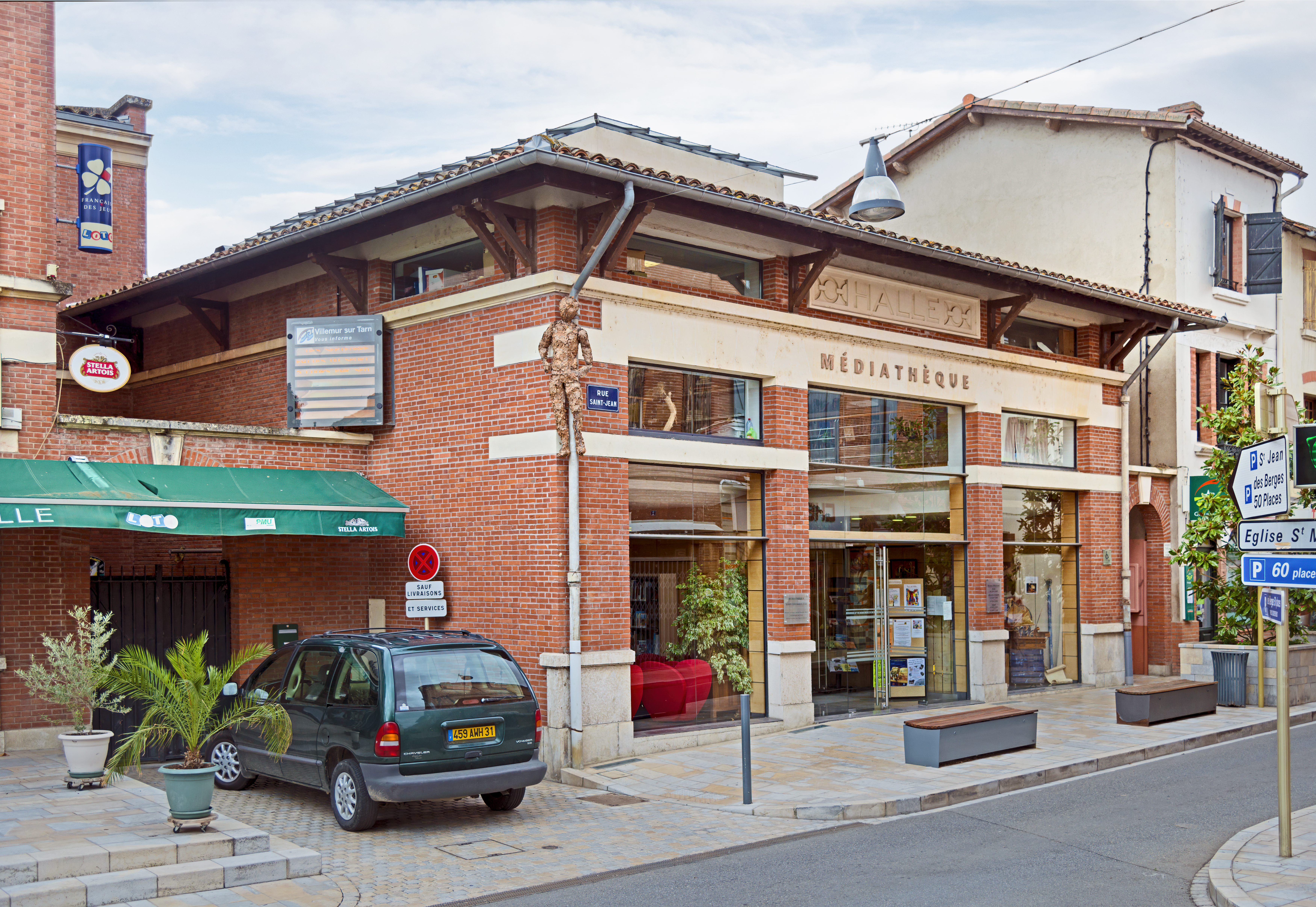
Медиатека
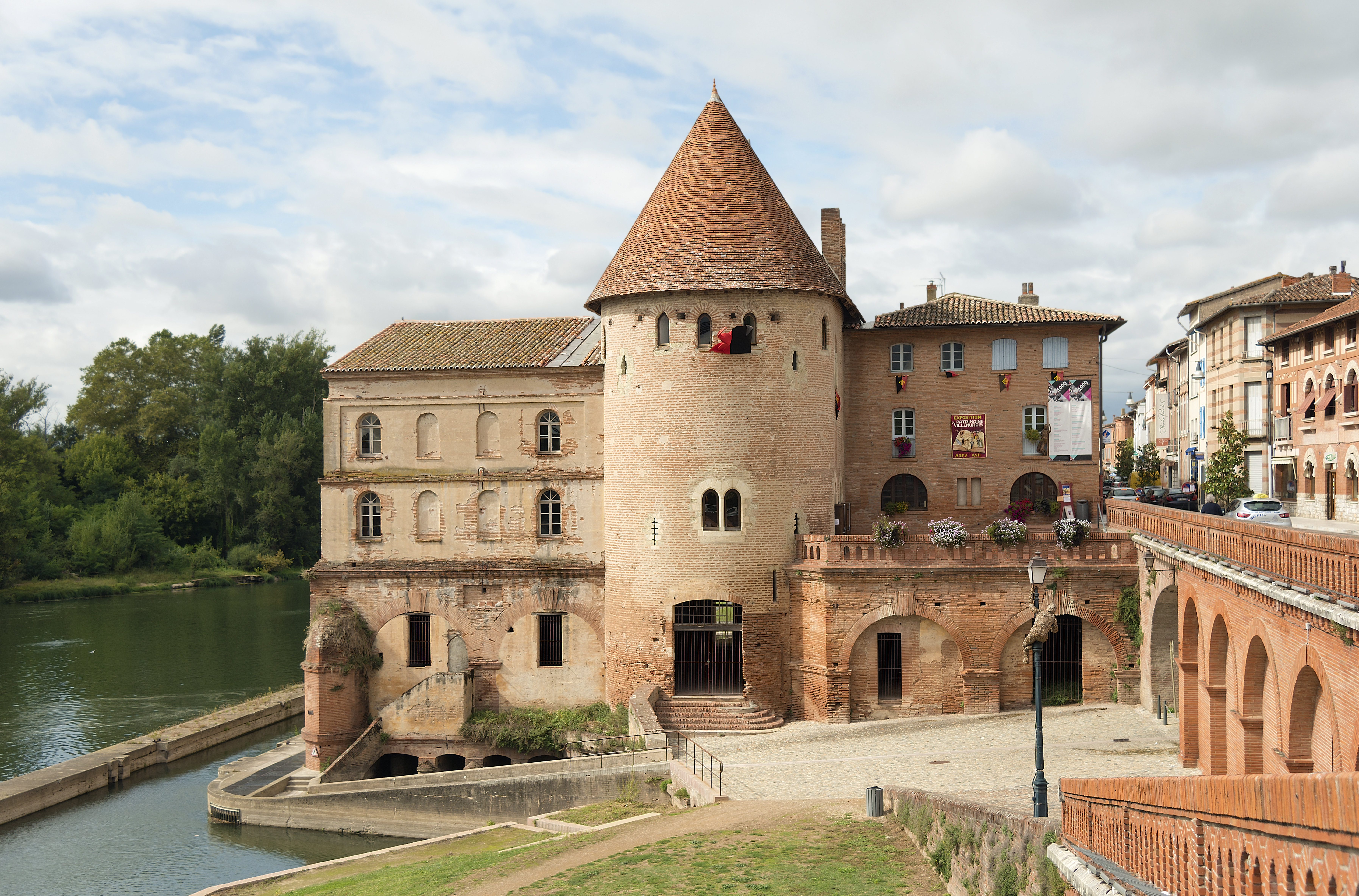
Оборонительная башня
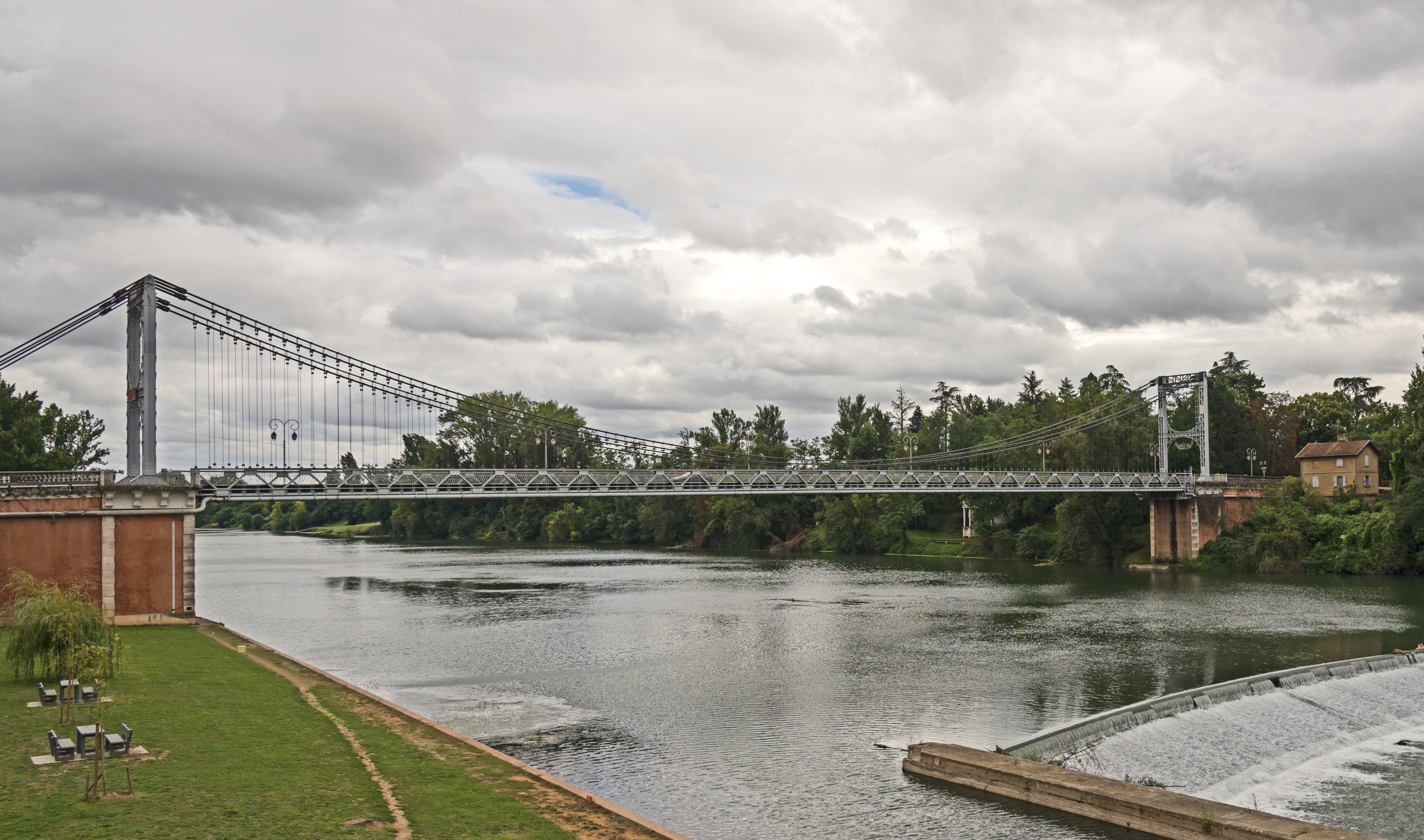
Мост через реку Тарн
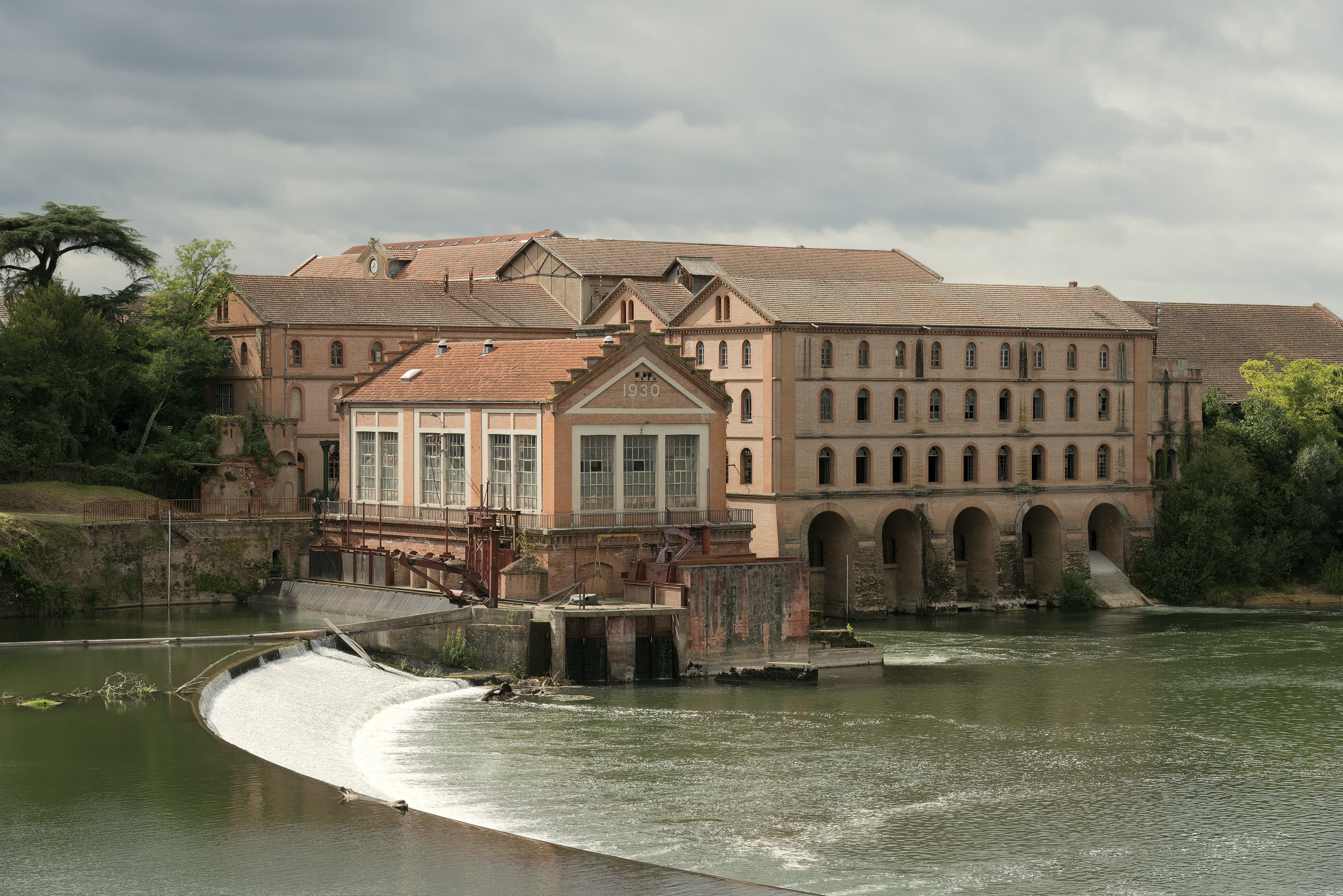
Бывший целлюлозный завод «Брюссон»
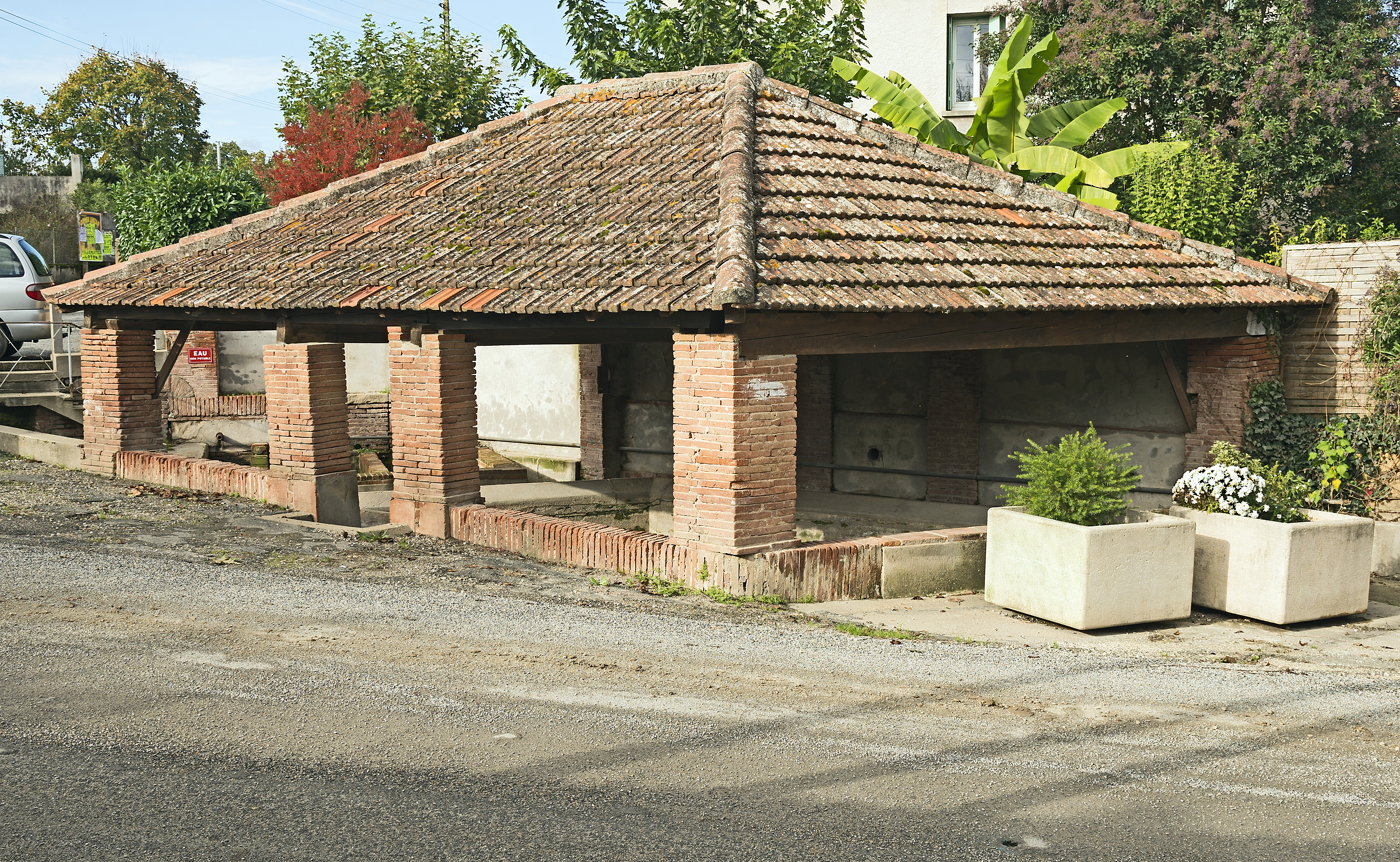
Общественная прачечная
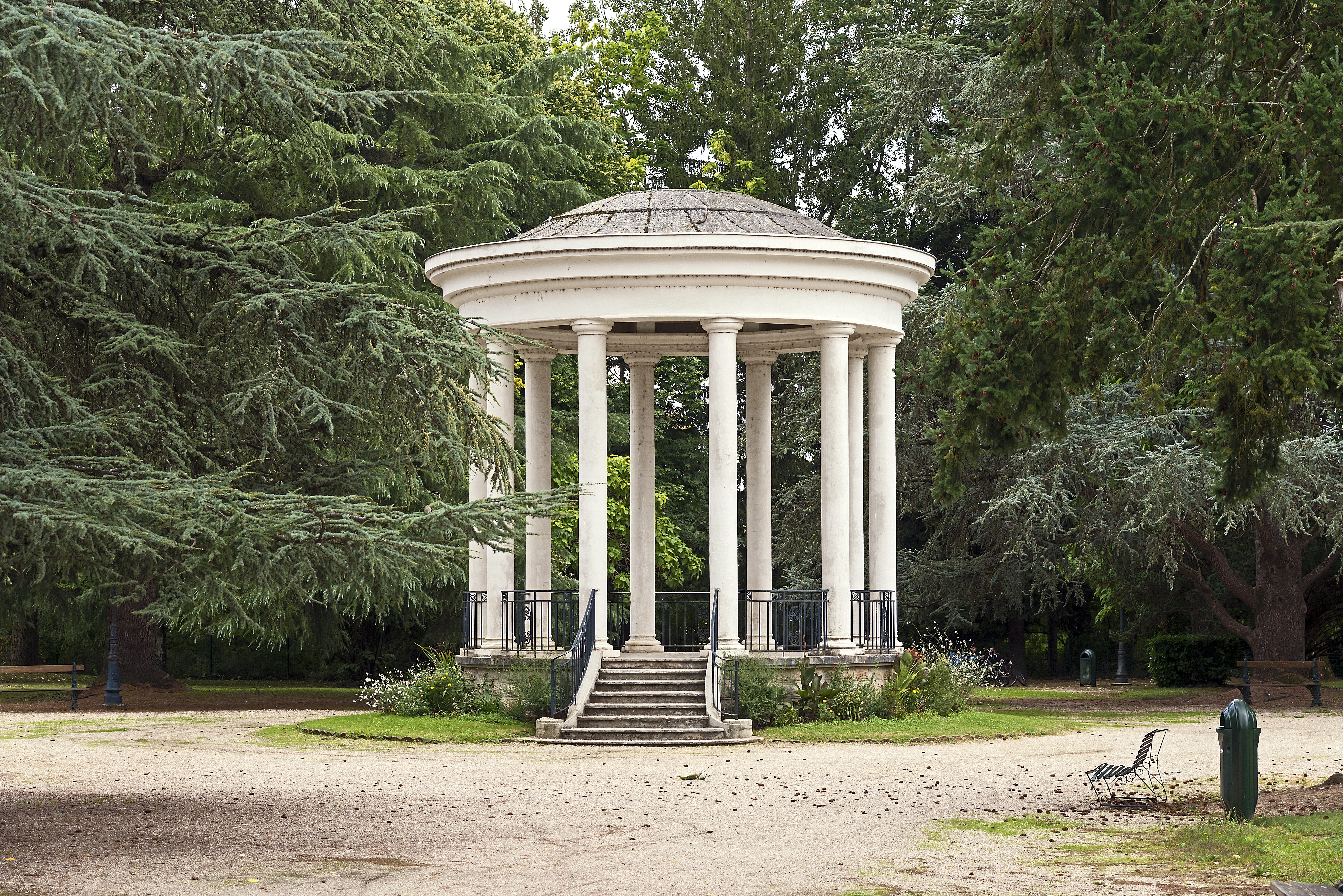
Эстрада для оркестра